# Petite Léonie
Pour les articles homonymes, voir Léonie.
'Petite Léonie' est un  cultivar de rosier obtenu en mars 1890 et mis au commerce en 1892 par la maison luxembourgeoise Soupert & Notting. Il est issu d'un croisement 'Mignonnette' (polyantha, Guillot, 1875) x 'Duke of Connaught' (hybride de thé, Bennett, 1879).

## Description
Ce petit rosier polyantha présente des petites fleurs doubles rose pâle porcelaine dont le revers des pétales (17-25 pétales) est plus clair, et qui pâlissent au fur et à mesure. Elles fleurissent en nombreux petits bouquets de juin aux premières gelées, la première floraison étant la plus spectaculaire. 
Son petit buisson au feuillage vert clair est bien compact et rustique. Il ne dépasse pas 80 cm. Ce cultivar supporte des hivers froids à -20 degrés environ et est donc adapté à la basse montagne. Le succès de ce polyantha ne se dément pas depuis plus d'un siècle et connaît un regain d'intérêt dans les catalogues d'amateurs de roses romantiques. Il peut être cultivé en pot.

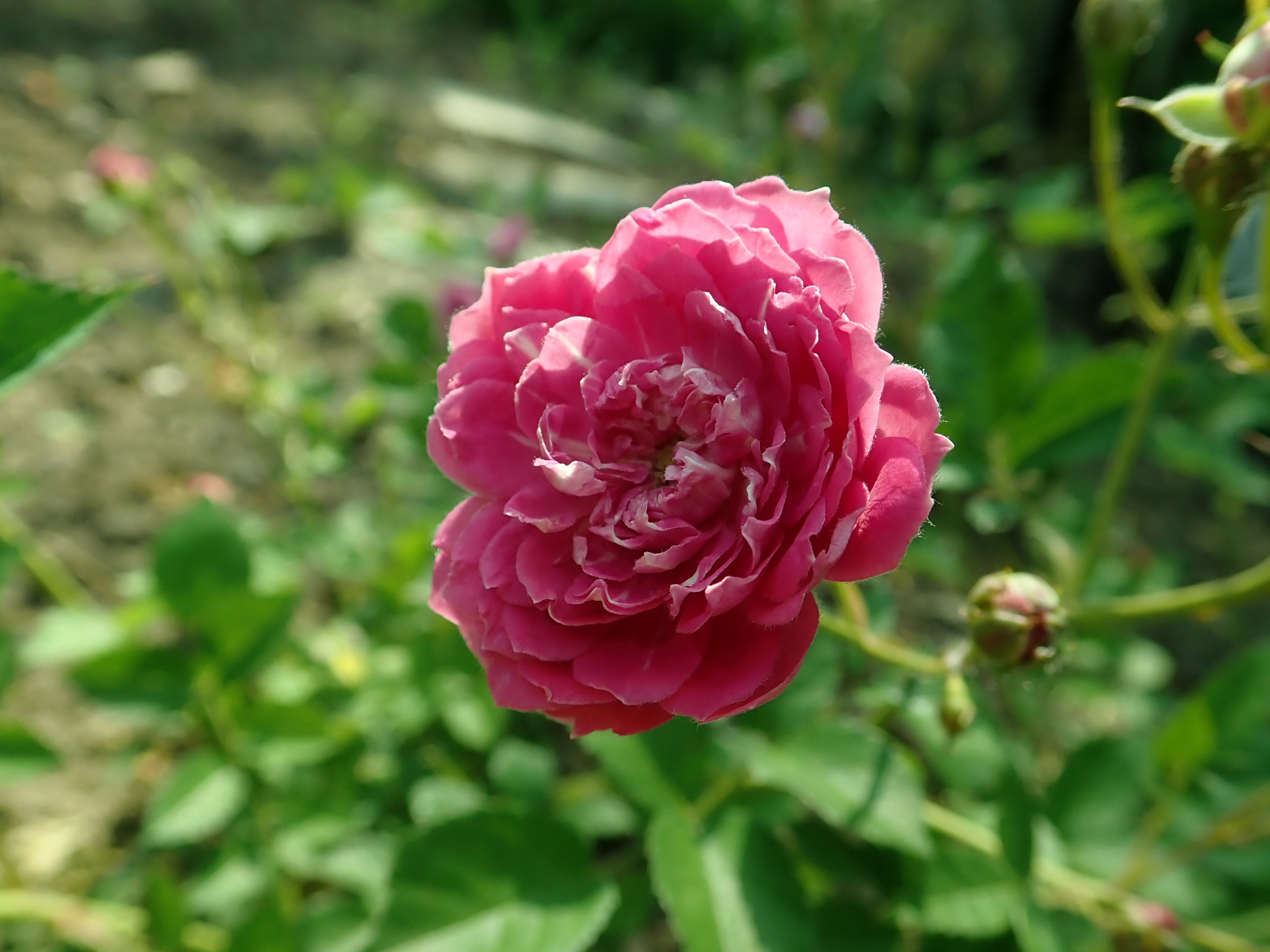
Fleur de 'Petite Léonie'.

On peut l'admirer à la roseraie du Val-de-Marne, à l'Europa-Rosarium de Sangerhausen, ou encore au jardin botanique de Madrid.

## Descendance
Par croisement avec Rosa foetida var. bicolor Willmott, il a donné naissance à 'Aschenbrödel' (polyantha, Lambert, 1902). Par croisement avec Rosa lutea var. bicolor Sims., il a donné naissance à 'Frau Alexander Weiss' (polyantha, Lambert, 1909). Par croisement avec 'Madame Norbert Levavasseur', il a donné naissance à 'Jeanny Soupert' (polyantha, Soupert & Notting, 1912).

## Liens
- Patrimoine des roses pour le Luxembourg